# Santo dei Santi

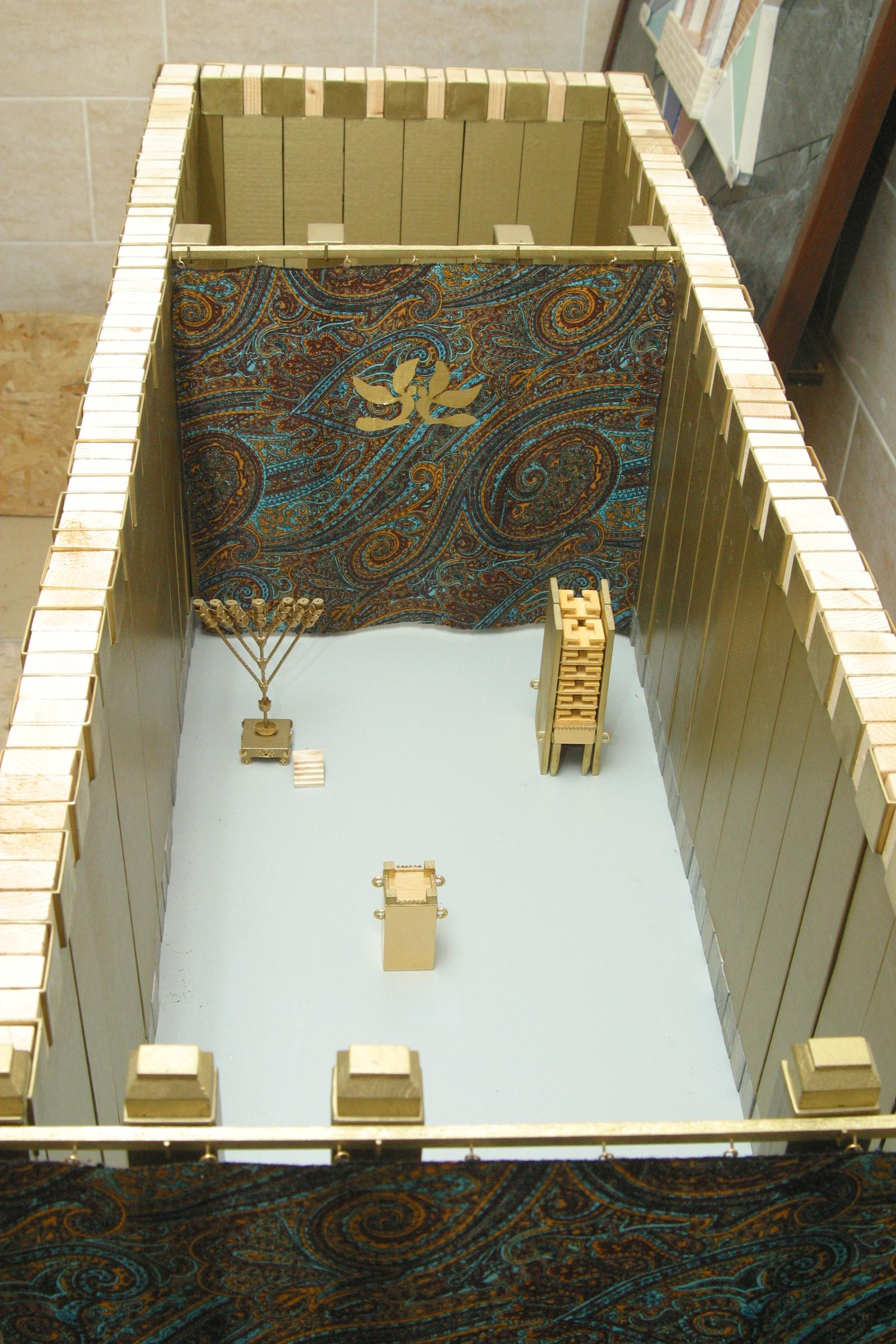
Modello del Tabernacolo che mostra il Santo con dietro il Santo dei Santi

Nell'ebraismo il Santo dei Santi o Santissimo (in ebraico קֹדֶשׁ הַקֳּדָשִׁים Qodesh ha-Qodashim; in latino Sanctum Sanctorum) costituiva l'area più sacra del tabernacolo prima e del Tempio di Salomone dopo. In quest'ultimo era anche chiamato "devir" e aveva una forma perfettamente cubica con lato lungo 20 cubiti, cioè 8,4 metri. Il Santo dei Santi occupava un terzo della lunghezza del santuario ed era separato per mezzo di una tenda, il parochet, dal locale principale detto "il Santo" o in ebraico "echal".

## Etimologia
L'espressione "Santo dei Santi" traduce letteralmente l'espressione ebraica corrispondente "Qodesh ha-Qodashim", benché in ebraico essa indichi un superlativo assoluto e perciò possa essere più correttamente tradotta come "Santissimo". Anche nelle altre lingue antiche (greco, latino, ecc.) o moderne è molto comune questa traduzione letterale. Nella Vulgata il Santissimo viene indicato non solo come "Sanctum Sanctorum", ma anche al plurale come "Sancta Sanctorum", espressione nella quale il plurale fa riferimento non al luogo ma per sineddoche agli oggetti cultuali santissimi in esso contenuti.

## Funzione
Il Santo dei Santi era il luogo dove si manifestava la presenza di Dio in mezzo al suo popolo, ma soltanto tramite la sua voce o la sua gloria ("Khabod"). A differenza della cella dei templi pagani, quindi, non conteneva alcuna statua o immagine di Dio, ma solo oggetti simbolici. In esso era custodita l'Arca dell'Alleanza con le tavole della Legge e, secondo la tradizione, anche un vaso di manna e la verga di Aronne, che era fiorita.  Tuttavia, già all'epoca dell'inaugurazione del Tempio di Salomone pare che essa non contenesse nient'altro che le Tavole della Legge (1 Re 8,9; 2 Cronache 5,2-10).
Al di sopra dell'arca si trovava un coperchio d'oro, che era detto "propiziatorio" (o in ebraico כַּפֹּרֶת , kapporeth) e reggeva due statue di cherubino le cui ali si riunivano al di sopra del propiziatorio formando un portale. Dall'interno di questo portale scendeva la voce di Dio, quando dava ordini a Mosè (Es 25,17-22).
Nel Santo dei Santi poteva entrare solo il sommo sacerdote, una volta l'anno, durante la ricorrenza dello Yom Kippur.  Il sommo sacerdote portava con sé l'incensiere, il cui fumo precludeva la visione e compiva il rituale d'espiazione, spruzzando il sangue degli animali sacrificati (una giovenca per i peccati del sommo sacerdote e un ariete, sorteggiato tra due, per i peccati del popolo) sul propiziatorio, cioè al di sopra delle tavole della Legge che ricordavano i peccati commessi dagli Israeliti nel corso dell'anno. Il sommo sacerdote, inoltre, invocava il tetragramma biblico, il nome proprio segreto di Dio, la cui pronuncia Mosè aveva appreso sul Monte Oreb e che poi era stata trasmessa in segreto da ogni sommo sacerdote al suo successore.
Nel secondo tempio, invece, il Santo dei Santi era totalmente vuoto perché i suoi arredi erano stati totalmente distrutti o dispersi al tempo di Nabucodonosor II.

## Ebraismo rabbinico
Secondo la tradizione i piedi del Sommo Sacerdote venivano legati a una corda nel caso svenisse o venisse colto da un malore per l'emozione nel pronunciare il Tetragramma.
Gli operai che si occupavano delle riparazioni dovevano essere calati dentro il Santo dei Santi dall'alto in quanto non era permesso loro né entrarvi né sostare sulla superficie sacra. All'interno si trovava la pietra di fondazione del mondo, ossia la even shetiyyah. Secondo la tradizione questa roccia si trova proprio "nel centro" del mondo e fu "la base" sulla quale il mondo venne creato. Secondo l'esegesi ebraica, nella letteratura rabbinica, vi sono due concezioni sull'esistenza delle "pietre fondamentali" del luogo del Tempio di Gerusalemme sul monte Moriah sulla Città di David: la prima riguarda la "pietra" riguardo al dialogo tra re Davide e Qadosh BaruchHu, in merito alle acque che avrebbero da lì invaso il Mondo; la seconda riguarda la "pietra" posta sotto talune colonne del Tempio stesso. Inoltre da Sion Dio ha iniziato a creare il Mondo tutto.

## Cristianesimo
Nell'ambito della teologia cristiana del Nuovo Testamento il significato e il valore del rito espiatorio eseguito dal sommo sacerdote ebreo nel Santo dei Santi è discusso estesamente nella Lettera agli Ebrei (in particolare nel capitolo 9), in cui il rito viene considerato una profezia della vera espiazione realizzata da Cristo, simultaneamente vittima e sommo sacerdote del vero rito celeste.